# NGC 2401
NGC 2401 (другое обозначение — OCL 588) — рассеянное скопление в созвездии Корма.
Этот объект входит в число перечисленных в оригинальной редакции «Нового общего каталога».
На расстоянии 2,4' от центра скопления в нём прослеживаются звёзды до главной последовательности, пространственное распределение которых более плоское, чем распределение самых ярких звёзд главной последовательности около центра NGC 2401. Можно предположить, что скопление ещё не потеряло значительное количество звёзд с массой более 0,5 масс Солнца.